# دانگ‌فنگ شاین مکس
آئولوس ییشوان مکس یا دانگ‌فنگ شاین مکس یک سدان اندازه متوسط است که توسط دانگ‌فنگ موتور کورپوریشن با نام تجاری فرعی آئولوس تولید می‌شود.

## بررسی

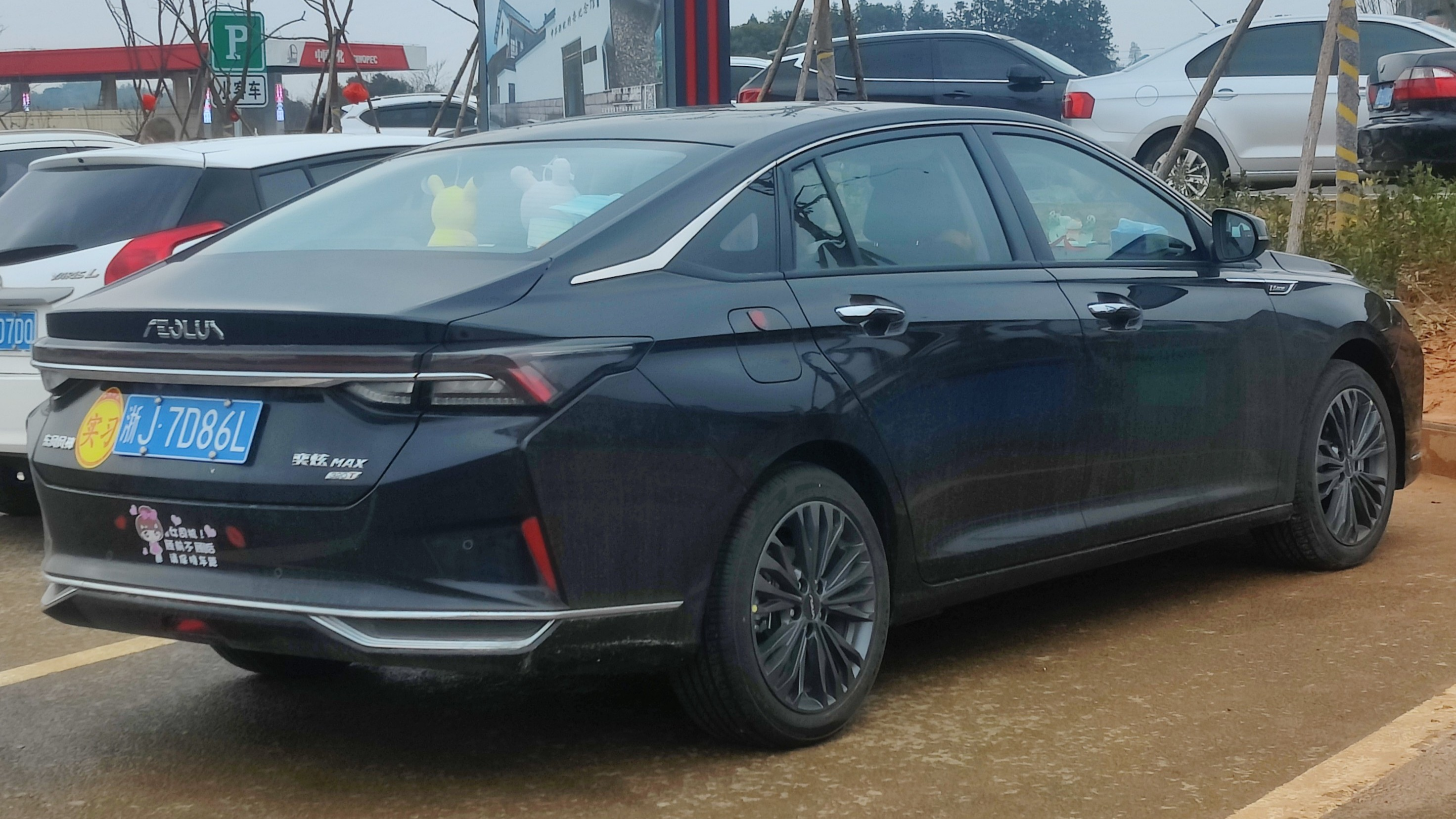
نمای عقب

شاین مکس (کدپروژه جی۳۵) در سال ۲۰۲۱ در نمایشگاه خودرو شانگهای ۲۰۲۱ رونمایی شد و دارای زبان طراحی خانواده آئولوس در نمای جلو و عقب است.
ایران خودرو در ۲۸ تیر ۱۴۰۲ از این خودرو رونمایی کرد و همچنین آن را در نمایشگاه خودرو مشهد ۱۴۰۲ نیز به نمایش گذاشت. این خودرو در دو مدل برقی و بنزینی عرضه می‌شود که در سری اول به‌صورت تمام وارداتی است و برنامه‌هایی برای مونتاژ آن در آینده نیز وجود دارد.

## ویژگی‌های فنی و امکانات

### پیشرانه
دانگ‌فنگ شاین مکس در مدل بنزینی از یک موتور ۱٫۵ لیتری توربو بنزینی با کد C15TDR با حداکثر قدرت ۱۴۰ کیلووات (۱۸۸ اسب بخار) و حداکثر گشتاور ۳۰۰ نیوتن متر (۲۲۰ پوند-فوت) بهره می‌برد که با یک گیربکس ۷ سرعته دوکلاچه جفت شده‌است. مدل هیبریدی این خودرو نیز دارای ترکیبی از پیشرانهٔ بنزینی و موتور برقی HD120 است که ۱۲۰ کیلووات (۱۶۱ اسب بخار) قدرت تولید می‌کند.
| مدل            | موتور                                                           | قدرت | گشتاور                                                                                | مصرف سوخت |
| -------------- | --------------------------------------------------------------- | --- | ------------------------------------------------------------------------------------- | --- |
| مدل‌های بنزینی  | ۱٫۵ لیتر (۱۴۷۶ سی‌سی) DFMC15TP1 آی۴ توربو بنزینی                 | ۱۴۰ کیلووات (۱۸۸ اسب بخار) در ۵۲۰۰ دور در دقیقه                                                                            | ۳۰۰ نیوتن متر (۲۲۱ پوند-فوت) در ۲۰۰۰–۴۰۰۰ دور در دقیقه                                | ۵٫۹ لیتر بر ۱۰۰ کیلومتر (۴۰ مایل بر گالون آمریکایی) (دستی) ۶٫۲ لیتر بر ۱۰۰ کیلومتر (۳۸ مایل بر گالون آمریکایی) (7DCT) |
| مدل‌های هیبریدی | موتور ۱٫۵ لیتری (۱۴۷۶ سی سی) DFMC15TE1 آی۴ توربو بنزینی + HD120 | بنزینی: ۱۲۰ کیلووات (۱۶۱ اسب بخار) در ۵۲۰۰ دور در دقیقه برقی: ۱۳۰ کیلووات (۱۷۴ اسب بخار) مجموع: ۱۵۱ کیلووات (۲۰۲ اسب بخار) | ۲۳۰ نیوتن متر (۱۷۰ پوند-فوت) در ۱۵۰۰–۴۵۰۰ دور در دقیقه + ۳۰۰ نیوتن متر (۲۲۱ پوند-فوت) | ۴٫۳ لیتر بر ۱۰۰ کیلومتر (۵۵ مایل بر گالون آمریکایی)                                                                   |

### فناوری
این خودرو مجهز به سامانه کمک‌راننده پیشرفته سطح ۳ است که ۲۸ عملکرد کمکی را در خود جای داده‌است. این سیستم از ۵ دوربین با کیفیت بسیار بالا، ۵ میلیمتر (۰٫۲ اینچ) موجی و ص۲ رادار اولتراسونیک برای اطمینان از ایمنی ۳۶۰ درجه محیط اطراف و نظارت بر فواصل در ۲۰۰ متر (۶۶۰ فوت؛ ۲۲۰ یارد) هنگامی که وسیله نقلیه در حال حرکت به جلو، عبور از تقاطع، تغییر خط، با سرعت زیاد و پارک سریع دور می‌شود بهره می‌برد. سیستم اطلاعات و سرگرمی آن نیز دارای جدیدترین نوع سیستم خودرویی Windlink 6.0 است که دارای فرمان صوتی هوشمند، کنترل هوشمند خودرو و اکوسیستم غنی خودرو، صدا و تصویر دوربین مداربسته، کارائوکه داخل خودرو، هواوی های‌کار و کنترل خودرو اسمارت ویو است.

## شاین مکس برقی
این خودرو همچنین در یک مدل تمام برقی نیز در دسترس است. این مدل از یک پیشرانه برقی با قدرت ۱۶۷ اسب بخار (۱۲۵ کیلووات؛ ۱۶۹ اسب بخار متری) بهره می‌برد و با یک بار شارژ توانایی پیمودن ۴۰۰ کیلومتر (۲۴۹ مایل) محدوده NEDC را دارد.